# امامزاده ابراهیم (کاشان)
بقعه امامزاده ابراهیم مربوط به دوره قاجاریه است و در ۳ کیلومتری جنوب غربی کاشان (فین) واقع شده و این اثر در تاریخ ۱۱ بهمن ۱۳۳۴ با شمارهٔ ثبت ۴۰۱ به‌عنوان یکی از آثار ملی ایران به ثبت رسیده است.